# Havelaue
Havelaue település Németországban, azon belül Brandenburgban. Lakosainak száma 846 fő (2023. december 31.).

## Népesség
A település népességének változása:
| Lakosok száma | 867  | 860  | 864  | 843  | 846  |
|               | 2017 | 2019 | 2021 | 2022 | 2023 |